# Stenogyne cranwelliae
Stenogyne cranwelliae är en kransblommig växtart som beskrevs av Earl Edward Sherff. Stenogyne cranwelliae ingår i släktet Stenogyne och familjen kransblommiga växter. Inga underarter finns listade i Catalogue of Life.